# Plusia venusta
Plusia venusta är en fjärilsart som beskrevs av Walker 1865. Plusia venusta ingår i släktet Plusia och familjen nattflyn. Inga underarter finns listade i Catalogue of Life.